# 石藏寺
石藏寺，位于中国青海省海南藏族自治州同德县河北乡格什克村，现为青海省国家级重点文物保护单位。
1988年9月15日，公布为第五批青海省文物保护单位，类型为古建筑。石藏寺的历史年代为明。2013年，中国国务院将之列为第七批全国重点文物保护单位（古建筑） 。